# Вебстер Гроувс (Мисури)
Вебстер Гроувс (енгл. Webster Groves) град је у америчкој савезној држави Мисури.

## Демографија
По попису из 2010. године број становника је 22.995, што је 235 (-1,0%) становника мање него 2000. године.
| Група             | 2000.          | 2010.          |
| Белци             | 20.927 (90,1%) | 20.384 (88,6%) |
| Афроамериканци    | 1.482 (6,4%)   | 1.522 (6,6%)   |
| Азијати           | 280 (1,2%)     | 345 (1,5%)     |
| Хиспаноамериканци | 291 (1,3%)     | 365 (1,6%)     |
| Укупно            | 23.230         | 22.995         |